# Winfried Dahlke
Winfried Dahlke (* 1969 in Lüneburg) ist deutscher Organist, Orgelsachverständiger und Landeskirchenmusikdirektor der Evangelisch-reformierten Kirche. Als Orgelrevisor für die Evangelisch-lutherische Landeskirche Hannovers ist er zudem für die Orgeln im Kirchenkreis Emsland-Bentheim zuständig. Dahlke ist Direktor des Organeums in Weener und hat an der Hochschule für Künste Bremen einen Lehrauftrag für Orgel und Harmoniumspiel inne.

## Leben
Dahlke erhielt schon früh Orgel- und Klavierunterricht. Von 1990 bis 1992 studierte er zunächst ein Grundstudium Evangelische Theologie in Göttingen und im Anschluss Kirchenmusik an der Bremer Hochschule für Künste (A-Examen 1998 und Konzertstudium 2000) bei Tillmann Benfer, Harald Vogel und Hans-Ola Ericsson. An der Hochschule ist Dahlke Hochschuldozent für Orgel und Harmonium und Mitglied am dort angesiedelten Arp-Schnitger-Institut.
Von 1996 bis 2002 war er Kantor in Sottrum. Derzeit ist er Organist an der Großen Kirche in Leer, über deren Orgel er mit Orgelbauer Jürgen Ahrend eine umfangreiche Dokumentation erstellt hat. Den Ausgangspunkt bildete die Untersuchung der Inskriptionen der Tonbuchstaben auf dem historischen Pfeifenbestand, die eine Zuordnung zu den einzelnen Orgelbauern ermöglichte. Im Laufe von vier Jahrhunderten wurde dieses bedeutende Instrument immer mehr erweitert, wobei das alte Pfeifenwerk im Wesentlichen übernommen wurde. Zusammen mit Ahrend hat Dahlke ein Konzept für die Restaurierung der Orgel der Großen Kirche entwickelt, die bis 2018 restauriert und erweitert werden soll.
Von 2000 bis 2002 war er Orgelsachverständiger der Hannoverschen Landeskirche für das Elbe-Weser-Dreieck. Seit 2003 versieht er dieses Amt, das auch die Organistenausbildung einschließt, für die Evangelisch-reformierte Kirche, die ihn 2006 als Nachfolger von Harald Vogel zum Landeskirchenmusikwart berief. Als Orgelrevisor für den lutherischen Kirchenkreis Emsland-Bentheim trägt Dahlke seit 2013 zudem die Verantwortung für die Orgeln der lutherischen Gemeinden. Insgesamt fallen etwa 400 Orgeln aus verschiedenen Bundesländern in seinen Zuständigkeitsbereich, darunter wertvolle Denkmalorgeln.
Seit 2002 ist Dahlke Leiter des Organeums in Weener, seit 2006 Direktor des Organeum – Ostfriesische Orgelakademie und führt in diesem Rahmen Konzerte, Führungen, Fortbildungen und Orgelreisen durch. Er ist zuständig für die regionale Organistenausbildung und als Orgelsachverständiger mit der Pflege zahlreicher  historischer Orgeln und mit verschiedenen Restaurierungsprojekten betraut. Dahlke hat im Bereich organologischer Forschung veröffentlicht. Mehrere CD-Einspielungen sind entstanden.

## Aufnahmen/Tonträger
- Orgellandschaften. Folge 6: Eine musikalische Reise zu acht Orgeln der Region Ostfriesland (Teil 2). 2 CDs, 2016, NOMINE e. V. (W. Dahlke in Buttforde, Weener, Esens, Groothusen, Midlum, Böhmerwold, Manslagt, und Backemoor mit Werken von J.S. Bach, D. Buxtehude, G. Böhm, J.L. Krebs, J.A. Holzmann, C.P.E. Bach, F. Mendelssohn u. a.).
- Arp Schnitger in Niedersachsen: Wege zu Schnitger. 2. Auflage 2014. Musikproduktion Dabringhaus und Grimm, 1831-2. 2 CDs. (u. a. W. Dahlke in Weener mit Werken von V. Lübeck).
- Windgesang. Orgeln, Wind und Verwandte: Weh, windgen, weh... Krumhörner Orgelklänge. 2012, Verlag der Ostfriesischen Landschaft (W. Dahlke in Rysum, Uttum, Westerhusen und Pilsum mit Werken von Ghizeghem, Lassus, Palestrina, Böddecker u. a.)
- Französische Suiten und Sonaten von Marais, Leclair, Boismortier und Philidor. 2010, Lunaris CD, B0030ZIJAK, CD (W. Dahlke, Cembalo; H. Daniel, Barockvioline; H. Wienroth, Traversflöte).
- Johann Adolph Scheibe, Muzio Clementi: Sonaten. 2007, Lunaris CD, B00115T9I2, CD (W. Dahlke, Cembalo und Kabinettorgel; H. Wienroth, Traversflöte).
- Orgellandschaft zwischen Elbe und Weser. 1999, Classico, CR 990901, CD (u. a. W. Dahlke in Steinkirchen mit Werken von G. Boehm).

## Schriften
- Orgelland Ostfriesland. In: Klangjuwelen. Band 2, 2000, S. 23–30.
- Die spätgotische Orgel von Rysum. Zur Entstehungs und Zeitgeschichte der ältesten Orgel Ostfrieslands. Noetzel, Wilhelmshaven 2017, ISBN 978-3-7959-0975-8.
- Eine einzigartige Orgellandschaft in Ostfriesland. In: Berichte zur Denkmalpflege in Niedersachsen. Band 37, 2017, ISSN 2512-7586, S. 105–109.
- mit Günter G. A. Marklein: Organeum. Orgelakademie Ostfriesland. Isensee, Oldenburg 2016, ISBN 978-3-7308-1320-1.
- mit Jürgen Ahrend: Die Dokumentation der Orgel in der Evangelisch-Reformierten Großen Kirche zu Leer – Das historische Pfeifenwerk. Noetzel, Wilhelmshaven 2011, ISBN 978-3-7959-0927-7.
- (als Hrsg.): Choralbuch Für Ostfriesland – Martin Jellen: 1765; Michael Johann Friedrich Wiedeburg: 1790. Noetzel, Wilhelmshaven 2009, ISMN M-2019-7625-9.